# Ciper (otok)
Otok Ciper (grško Κύπρος, latinizirano: Kýpros, grška izgovorjava: [ˈcipros]; turško Kıbrıs, turška izgovorjava: [ˈkɯbɾɯs]) je otok v vzhodnem Sredozemskem morju južno od Anatolskega polotoka.

## Delitev otoka
Geopolitično je otok razdeljen na štiri segmente. Republika Ciper, edina mednarodno priznana država, zaseda južnih 60 % otoka in je od 1. maja 2004 članica Evropske unije. Turška republika Severni Ciper, ki jo diplomatsko priznava le Turčija, zaseda severno tretjino otoka, to je okoli 36 % ozemlja. Zelena črta, ki jo nadzorujejo Združeni narodi, je varovalni pas, ki ločuje oba dela in je približno 4% ozemlja. Nazadnje, dve območji – Akrotiri in Dhekelia – ostajata pod britansko suverenostjo za vojaške namene, ki skupaj tvorita suvereni območji Akrotiri in Dhekelia (SBA). SBA je na južni obali otoka in skupaj obsegajo 254 km2 ali 2,8 % otoka.

## Geografija
Ciper je otok neprekinjeno vsaj pet milijonov let. Otok se je od zgodnjega holocena dvignil za največ 1,2 do 1,5 m, vendar se je gladina morja spreminjala za 40 do 50 m. Geografija otoka Ciper obsega dve gorski verigi, gorovje Troodos in Kirenijsko pogorje ali Pentadaktylos, ter osrednjo nižino, Mesaoria, med njima. Gorovje Troodos pokriva večino južnega in zahodnega dela otoka in predstavlja približno polovico njegove površine. Ozko območje Kirenijskega pogorja se razteza vzdolž severne obale. Ni tako visoko kot gorovje Troodos in zavzema bistveno manj površine. Obe gorski verigi potekata na splošno vzporedno z gorovjem Taurus na turški celini, katerih obrisi so vidni s severnega Cipra. Otok obkrožajo obalne nižine, ki se razlikujejo po širini.

## Zgodovina
Najstarejša znana človeška dejavnost na otoku sega okoli 10. tisočletja pred našim štetjem. Arheološki ostanki iz tega obdobja vključujejo dobro ohranjeno neolitsko vas Khirokitia, Ciper pa je dom nekaterih najstarejših vodnjakov na svetu. Ciper so naselili mikenski Grki v dveh valovih v 2. tisočletju pr. n. št. Kot strateško lokacijo v vzhodnem Sredozemlju ga je pozneje zasedlo več velikih sil, vključno z imperiji Asircev, Egipčanov in Perzijcev, ko jim je otok leta 333 pred našim štetjem prevzel Aleksander Veliki. Kasnejši vladavini ptolemajskega Egipta, klasičnega in vzhodnega Rimskega cesarstva, arabskih kalifatov za kratek čas, francoske dinastije Lusignan in Benečanov so sledila več kot tri stoletja osmanske vladavina.
Ciper je bil uvrščen pod upravo Združenega kraljestva na podlagi Ciprske konvencije leta 1878 in ga je Združeno kraljestvo uradno priključilo leta 1914. Prihodnost otoka je postala stvar nesoglasja med obema uglednima etničnima skupnostma, ciprskimi Grki, ki so predstavljali 77 % prebivalcev leta 1960 ter ciprskimi Turki, ki so predstavljali 18 % prebivalstva. Od 19. stoletja dalje je grško prebivalstvo Cipra sledilo enosis (gibanje različnih grških skupnosti, ki živijo zunaj Grčije), združitvi z Grčijo, ki je v 1950-ih postala grška nacionalna politika. Prebivalstvo ciprskih Turkov se je sprva zavzemalo za nadaljevanje britanske vladavine, nato je zahtevalo priključitev otoka Turčiji, v 1950-ih pa je skupaj s Turčijo vzpostavilo politiko taksim, cilj ciprskih Turkov, ki so podprli delitev otoka in oblikovanje turške države na severu. Po nacionalističnem nasilju v 1950-ih je Ciper leta 1960 postal neodvisen. Kriza v letih 1963–1964 je prinesla nadaljnje medskupnostno nasilje med obema skupnostma, razselila več kot 25.000 ciprskih Turkov v enklave in prinesla konec zastopanosti ciprskih Turkov v republiki. 15. julija 1974 so grški ciprski nacionalisti in elementi grške vojaške hunte izvedli državni udar v poskusu enosis. To dejanje je spodbudilo turško invazijo na Ciper 20. julija , kar je privedlo do zajetja današnjega ozemlja Severnega Cipra in razselitve več kot 150.000 ciprskih Grkov in 50.000 ciprskih Turkov. Leta 1983 je bila z enostransko izjavo ustanovljena ločena ciprska turška država na severu; to potezo je mednarodna skupnost močno obsodila, pri čemer je samo Turčija priznala novo državo. Ti dogodki in posledična politična situacija so predmet nenehnega spora. Od tega časa so bili naseljeni celinski Turki na otok.
Ciprska kultura je imela pomemben vpliv na druge kulture. Ciprski Grki in ciprski Turki imajo v svoji kulturi veliko skupnega zaradi kulturnih izmenjav, vendar imajo tudi razlike.